# Mike Richmond
Michael "Mike" Richmond (Adelaide, Australië, 13 augustus 1960) is een Australisch voormalig schaatser.

## Biografie
Richmond vertegenwoordigde zijn land op drie opeenvolgende Olympische Spelen. Hij begon zijn schaatsloopbaan als allrounder maar specialiseerde zich in later jaren op de sprintafstanden. Hij was jarenlang houder van de nationale records op de drie kortste afstanden, 500, 1000 en 1500 meter, totdat deze in 2004 en 2005 verbeterd werden door Richard Goerlitz. Na zijn actieve topsportcarrière werd Richmond fysiotherapeut en is eigenaar van een fitnesscentrum in Adelaide.

## Deelnames
- Wereldkampioenschappen: 1980 en 1982 - beste resultaat: 30e plaats in 1980
- Wereldkampioenschappen sprint: 1982, 1983 en 1987 t/m 1989 - beste resultaat 15e plaats in zowel 1983 als 1986
- Olympische Spelen van 1980, 1984 en 1988

## Persoonlijke records
- 500m 37:77 op 14 februari 1988 te Calgary
- 1000m 1:14:95 op 6 december 1987 te Calgary
- 1500m 1:54:95 op 20 februari 1988 te Calgary
- 3000m 4:47:18 27 februari 1980 te Assen
- 5000m 7:58:51 op 20 februari 1982 te Assen